# حسن تقی‌زاده کرمانی
حسن تقی‌زاده کرمانی (زاده ۱۳۴۰ تبریز) از استادان بنام خوشنویسی ایرانی است.
وی خوشنویسی را در مکتب استادان صاحب نامی چون حسین رسام، ابراهیم بخت شکوهی و غلامحسین امیرخانی آموخته و از سال ۱۳۶۴ از استادان برجسته انجمن خویسان ایران می‌باشد. وی تاکنون بیش از ۱۵۰ نمایشگاه خط در داخل و خارج از کشور برگزار نموده و در سال ۱۳۸۴ موفق به دریافت نشان درجه یک هنر از سوی وزارت فرهنگ وارشاد اسلامی ایران گردیده است.